# Pesnjari
Pesnjari (bjeloruski: Песняры) je bjeloruska glazbena skupina, koju je osnovao Vladimir Muljavin u Minsku 1969.
Bila je nadaleko poznata u bivšem Sovjetskom Savezu zbog pjesama: "Kasiu Jas Kaniushynu", "Belavežskaja pušća", "Bjelorusija", "Alesia" i dr. Bili su prvi sovjetski glazbeni sastav, koji je imao turneju po SAD-u.
Osnova njihove glazbe temelji se na bjeloruskom folkloru. Obradili su postojeće narodne pjesme u novom aranžmanu. Imaju i svoje originalne tekstove pjesama posvećene povijesti i kulturi Bjelorusa.
Vođa Pesnjara, Vladimir Muljavin preminuo je u prometnoj nesreći 2003. godine. Nakon njegove smrti, tri glazbene grupe nazivaju se "Pesnjari" tvrdeći, da su oni legitimni nasljednici te izvode originalne pjesme Pesnjara. To su: "Bjeloruski nacionalni orkestar Pesnjari" pod pokroviteljstvo Ministarstva kulture Bjelorusije, "Bjeloruski Pesnjari", koje vodi bivši saksofonist originalih Pesnjara Uladzislau Misevič i "Pesnjari", koje vodi bivši vokalist originalih Pesnjara Leanid Bartkevič.